# Хэтч, Маршалл
Маршалл Дэвидсон Хэтч (англ. Marshall Davidson Hatch; род. 24 декабря 1932) — австралийский биохимик и физиолог растений. Совместно с Ч. Р. Слэком он расшифровал C4-путь фиксации углерода у растений (С4-фотосинтез). Он был главным научным сотрудником отдела растениеводства CSIRO в Канберре. Член Австралийской академии наук, член Лондонского королевского общества (1980), иностранный член Национальной академии наук США (1990). Доктор Honoris causa Гёттингенского университета и университета Квинсленда.

## Образование
Хэтч посещал Ньюингтонский колледж (1947—1950), а затем получил специализацию в области биохимии в университете Сиднея, который окончил с отличием в 1954 году, лучив степень бакалавра. В 1959 году он защитил докторскую в этом же университете.

## Карьера
С 1955 по 1959 год Хэтч был научным сотрудником в государственном объединение научных и прикладных исследований в Сиднее, где занимался исследованием растений. Он получил стипендию Фулбрайта в 1959 году для работы с профессором Паулем Штумпфом с кафедры биохимии в Калифорнийском университете в Дэвисе.
С 1961 по 1966 год он работал как научный сотрудник в Центре исследования растений имени Дэвида Норта вместе с К. Т. Глазциоу. В 1976 году он стал читать курс ботаники в университете Квинсленда. В 1968—1969 годах он возглавлял Центр исследования растений имени Дэвида Норта. С 1970 года он стал главным научным сотрудником CSIRO по вопросам растениеводства.

## Награды
- Премия Ранка в 1981 году.
- Член Ордена Австралии в 1981 году за государственные заслуги в области метаболизма растений[9].
- Международная премия по биологии в 1991 году за вклад в науки о растениях.
- Премия Макса Планка в 1993 году.
- Медаль столетия в 2001 году за заслуги перед австралийским научным сообществом в области биохимии и физиологии растений[10].